# Allsvenskan 2017
La temporada 2017 fue la nonagésima tercera edición de la Allsvenskan, la máxima categoría del fútbol de Suecia desde su creación en 1924. En esta temporada, participarán dieciséis equipos, los trece mejores de la pasada, más tres provenientes de la Superettan. Malmö FF es el actual campeón.

## Modo de disputa
El torneo se disputa mediante el sistema de todos contra todos, donde cada equipo jugará contra los demás dos veces, una como local, y otra como visitante.
Cada equipo recibirá tres puntos por partido ganado, un punto en caso de empate, y ninguno si pierde.
Al finalizar el torneo, el equipo con mayor cantidad de puntos se consagrará campeón y obtendrá la posibilidad de disputar la siguiente edición de la Liga de Campeones de la UEFA. Los equipos ubicados en la segunda y tercera posición clasificarán a la Liga Europa de la UEFA. Los equipos que queden ubicados en las últimas dos posiciones descienden automáticamente a la segunda división, mientras que aquel ubicado en la decimocuarta (14.ª) posición debe jugar un partido contra un equipo proveniente de la segunda división, donde el ganador disputa la siguiente temporada de la primera división.

## Ascensos y descensos
| Pos. | Descendidos de la Allsvenskan 2016 |
| ---- | ---------------------------------- |
| 14.º | Helsingborgs IF                    |
| 15.º | Gefle IF                           |
| 16.º | Falkenbergs FF                     |

| Pos. | Ascendidos de la Superettan 2016 |
| ---- | -------------------------------- |
| 1.º  | IK Sirius                        |
| 2.º  | AFC United                       |
| 3.º  | Halmstads BK                     |

## Información de los equipos
| Club                | Ciudad     | Estadio            | Capacidad | Temporada pasada |
| ------------------- | ---------- | ------------------ | --------- | ---------------- |
| AFC Eskilstuna      | Eskilstuna | Estadio Tunavallen | 7800      | 2.º Superettan   |
| AIK Estocolmo       | Estocolmo  | Friends Arena      | 50 000    | 2.º              |
| BK Häcken           | Gotemburgo | Bravida Arena      | 6500      | 10.º             |
| Djurgårdens IF      | Estocolmo  | Tele2 Arena        | 30 000    | 7.º              |
| GIF Sundsvall       | Sundsvall  | Norrporten Arena   | 7700      | 13.º             |
| Halmstads BK        | Halmstad   | Örjans Vall        | 15.500    | 3.º Superettan   |
| Hammarby IF         | Estocolmo  | Tele2 Arena        | 33 600    | 11.º             |
| IF Elfsborg         | Borås      | Borås Arena        | 16 889    | 5.º              |
| IFK Göteborg        | Gotemburgo | Nya Gamla Ullevi   | 18 600    | 4.º              |
| IFK Norrköping      | Norrköping | Nya Parken         | 15 734    | 3.º              |
| IK Sirius           | Upsala     | Studenternas IP    | 6300      | 1.º Superettan   |
| Jönköpings Södra IF | Jönköping  | Stadsparksvallen   | 5500      | 12.º             |
| Kalmar FF           | Kalmar     | Guldfågeln Arena   | 12 000    | 6.º              |
| Malmö FF            | Malmö      | Swedbank Stadion   | 24 000    | 1.º campeón      |
| Örebro SK           | Örebro     | Behrn Arena        | 12 300    | 9.º              |
| Östersunds FK       | Östersund  | Jämtkraft Arena    | 6626      | 8.º              |

## Tabla de posiciones
- Actualización final el 5 de noviembre de 2017.[1]

| Pos. | Equipo              | Pts. | PJ | G  | E  | P  | GF | GC | Dif. | Clasificación o descenso                                      |
| ---- | ------------------- | ---- | -- | -- | -- | -- | -- | -- | ---- | ------------------------------------------------------------- |
| 1    | Malmö FF (C)        | 64   | 30 | 19 | 7  | 4  | 63 | 27 | +36  | Clasifica a Liga de Campeones de la UEFA 2018-19              |
| 2    | AIK Stockholm       | 57   | 30 | 16 | 9  | 5  | 47 | 22 | +25  | Primera fase clasificatoria de Liga Europa de la UEFA 2018-19 |
| 3    | Djurgårdens IF (1)  | 53   | 30 | 15 | 8  | 7  | 54 | 30 | +24  | Segunda fase clasificatoria de Liga Europa de la UEFA 2018-19 |
| 4    | BK Häcken           | 52   | 30 | 14 | 10 | 6  | 42 | 28 | +14  | Primera fase clasificatoria de Liga Europa de la UEFA 2018-19 |
| 5    | Östersunds FK       | 50   | 30 | 13 | 11 | 6  | 48 | 32 | +16  |                                                               |
| 6    | IFK Norrköping      | 48   | 30 | 14 | 6  | 10 | 45 | 40 | +5   |                                                               |
| 7    | IK Sirius           | 40   | 30 | 11 | 7  | 12 | 46 | 51 | −5   |                                                               |
| 8    | IF Elfsborg         | 39   | 30 | 10 | 9  | 11 | 53 | 59 | −6   |                                                               |
| 9    | Hammarby IF         | 38   | 30 | 9  | 11 | 10 | 42 | 43 | −1   |                                                               |
| 10   | IFK Göteborg        | 37   | 30 | 9  | 10 | 11 | 42 | 40 | +2   |                                                               |
| 11   | Örebro SK           | 36   | 30 | 10 | 6  | 14 | 38 | 54 | −16  |                                                               |
| 12   | Kalmar FF           | 32   | 30 | 9  | 5  | 16 | 30 | 49 | −19  |                                                               |
| 13   | GIF Sundsvall       | 31   | 30 | 7  | 10 | 13 | 29 | 46 | −17  |                                                               |
| 14   | Jönköpings Södra IF | 30   | 30 | 6  | 12 | 12 | 31 | 46 | −15  | Clasifica a Playoffs de descenso                              |
| 15   | Halmstads BK        | 24   | 30 | 5  | 9  | 16 | 29 | 45 | −16  | Desciende a la Superettan 2018                                |
| 16   | AFC Eskilstuna      | 20   | 30 | 4  | 8  | 18 | 28 | 55 | −27  | Desciende a la Superettan 2018                                |

 Fuente: svenskfotboll.se
Criterios de clasificación: 1) Puntos; 2) diferencia de goles; 3) Goles anotados; 4) Partidos ganados.
- (1) Djurgårdens IF clasifica a la Liga Europa de la UEFA 2018-19 en su calidad de vencedor de la Copa de Suecia 2017–18.

## Promoción de descenso
| Trelleborgs FF                                                                             | 2 – 0 | Jönköpings Södra IF | 15 de noviembre de 2017 | Vångavallen, Trelleborg     |
| Jönköpings Södra IF                                                                        | 1 – 1 | Trelleborgs FF      | 19 de noviembre de 2017 | Stadsparksvallen, Jönköping |
| Jönköpings Södra IF desciende de categoría, Trelleborgs FF asciende a la Allsvenskan 2018. |       |                     |                         |                             |

## Goleadores
- Actualizado al 6 de noviembre de 2017«Skytteliga».

| Rank | Jugador            | Club           | Goles |
| ---- | ------------------ | -------------- | ----- |
| 1    | Magnus Eriksson    | Djurgårdens IF | 14    |
| 1    | Karl Holmberg      | IFK Norrköping | 14    |
| 3    | Jo Inge Berget     | Malmö FF       | 10    |
| 3    | Nahir Besara       | Örebro SK      | 10    |
| 3    | Issam Jebali       | IF Elfsborg    | 10    |
| 5    | Mohamed Buya Turay | AFC Eskilstuna | 9     |
| 5    | Tobias Hysén       | IFK Göteborg   | 9     |
| 5    | Paulinho           | BK Häcken      | 9     |
| 5    | Viktor Prodell     | IF Elfsborg    | 9     |
| 5    | Nicolás Stefanelli | AIK Estocolmo  | 9     |